# Gold (chanson d'Antoine Clamaran)
Pour les articles homonymes, voir Gold.
Singles de Antoine Clamaran featuring Shamel Shepard
Believe
(2009) Live Your Dreams
(2009)
Gold est une chanson dance du DJ français Antoine Clamaran featuring Shamel Shepard sorti le 30 mars 2009 sous le label Sony BMG.

## Liste des pistes
Promo - CD-Single Sony
- 1. 	Gold (Radio Edit)		3:21

## Classement par pays
| Pays                         | Meilleure position |
| ---------------------------- | ------------------ |
| France (SNEP)                | 20                 |
| Italie                       | 44                 |
| Suisse (Schweizer Hitparade) | 67                 |
| France (Club 40)             | 7                  |